# Circaeasteraceae
Circaeasteraceae, malena biljna porodica iz roda žabnjakolike kojoj pripadaju svega dvije vrste i dva roda. To su Circaeaster agrestis iz Kine, Tibeta, Indije, Nepala, Butana i Sikima, i Kingdonia uniflora iz Kine (južni Gansu, južni Shaanxi, zapadni Sichuan i sjeverozapadni Yunnan) .
Porodicu je opisao John Hutchinson 1926.

## Rodovi
1. Circaeaster Maxim.
2. Kingdonia Balf. f. & W.W. Sm.